# Giao Châu, Thanh Đảo
Giao Châu (giản thể: 胶州市; phồn thể: 膠州市; bính âm: Jiāozhōu Shì) là một thành phố cấp huyện nằm ở phía tây nam địa cấp thị Thanh Đảo, tỉnh Sơn Đông, Trung Quốc. Giao Châu có diện tích 1313 km², dân số năm 2019 là 907.500 người. Trước đây Giao Châu được gọi là huyện Giao, đến năm 1987 huyện này được nâng cấp lên thành phố Giao Châu như hiện nay.

## Phân chia hành chính
Thành phố Giao Châu quản lý 12 đơn vị hành chính gồm 8 nhai đạo và 4 trấn.